# Dick Parry
Dick Parry (ur. 22 grudnia 1942 w Kentford) – angielski saksofonista.
Swoją karierę rozpoczął w latach sześćdziesiątych, w których wspomagał zespół Joker’s Wild. Jednak bardziej znany jest jako muzyk sesyjny. Zagrał na trzech albumach Pink Floyd – „The Dark Side of the Moon”, „Wish You Were Here” oraz „The Division Bell”. Wziął również udział w tournée Pink Floyd promującym album „The Division Bell”.
W 2001 i 2002 David Gilmour zaprosił go do wzięcia udziału w koncertach w Meldtown oraz w Royal Festival Hall. W roku 2005 ponownie wystąpił z Pink Floyd na charytatywnym koncercie Live 8. Ponadto wziął udział w trasie koncertowej promującej album Gilmoura – „On an Island”, w 2006 roku. W ramach tej trasy, 26 sierpnia 2006 roku, w Stoczni Gdańskiej, zagrał na koncercie, z okazji 26-lecia powstania Solidarności.